# Adam Carroll
Adam Carroll (* 26. Oktober 1982 in Portadown, Nordirland) ist ein britischer Automobilrennfahrer. Er startete 2011 in der GP2-Serie, in der er bereits von 2005 bis 2008 antrat. Des Weiteren war er unter anderem schon in der A1GP, Auto GP, DTM, ELMS, FIA-Langstrecken-Weltmeisterschaft (WEC), Formel Renault 3.5 sowie der IndyCar Series aktiv. Seit 2016 fährt er in der FIA-Formel-E-Meisterschaft.

## Karriere
Carroll begann seine Motorsportkarriere 1993 im Kartsport und war bis 1998 in dieser Sportart aktiv. 1999 debütierte er im Formelsport und fuhr in der französischen Formel Renault Campus und der Winterserie der Formel Palmer Audi. 2000 wechselte er in die britische Formel Ford. Nach dem siebten Platz in der Hauptserie gewann er die Wintermeisterschaft. 2001 trat er abermals in der britischen Formel Ford an und wurde mit einem Sieg Zehnter.
2002 wechselte Carroll zu Sweeney Racing in die britische Formel-3-Meisterschaft. Er gewann bei der Hälfte aller Rennen die B-Wertung und sicherte sich den Meistertitel der B-Klasse. Sein bestes Resultat war ein zweiter Platz, bei dem er diverse Fahrer der A-Klasse hinter sich ließ. 2003 fuhr Carroll für drei verschiedene Teams in der britischen Formel-3-Meisterschaft und trat zu acht von zwölf Rennwochenenden an. Mit drei zweiten Plätzen als beste Resultate belegte er den zehnten Gesamtrang. Außerdem startete er an den letzten vier Rennwochenenden der Formel-3-Euroserie und wurde 17. im Gesamtklassement. 2004 erhielt Carroll bei P1 Racing wieder ein Cockpit für eine komplette Saison in der britischen Formel-3-Meisterschaft. Er gewann fünf Rennen und wurde hinter Nelson Piquet jr. Vizemeister. Zudem nahm er an Formel-1-Testfahrten für British American Racing teil.
2005 wechselte Carroll in die GP2-Serie. Er ersetzte kurz vor dem Saisonauftakt Hayanari Shimoda bei Super Nova Racing, wo er Teamkollege von Giorgio Pantano, der ein Jahr zuvor in der Formel 1 gestartet war, wurde. Carroll gewann drei Rennen, unter anderem das prestigeträchtige Rennen in Monte Carlo, und beendete die Saison einen Platz vor Pantano auf dem fünften Rang in der Fahrerwertung. Außerdem absolvierte er erneut Formel-1-Testfahrten für British American Racing. 2006 ging Carroll für Racing Engineering an den Start. Ein Sieg blieb ihm in dieser Saison verwehrt und er erzielte vier Podest-Platzierungen. Am Ende der Saison belegte er den achten Gesamtrang. Seinen Teamkollegen Javier Villa, der keine Punkte erzielte, distanzierte er dabei deutlich.
2007 verließ Carroll zunächst den Formelsport und startete in der DTM in einem zwei Jahre alten Audi A4 DTM für das Team Futurecom TME. Mit einem neunten Platz als bestes Resultat blieben ihm Punkte verwehrt. Nach fünf Rennen wurde er durch Markus Winkelhock ersetzt. Carroll kehrte umgehend in die GP2-Serie zurück und ersetzte Antonio Pizzonia bei FMS International. Während sein Teamkollege Jason Tahincioğlu ohne Punkte blieb, gewann Carroll zwei Rennen und beendete die Saison auf dem siebten Platz im Gesamtklassement.

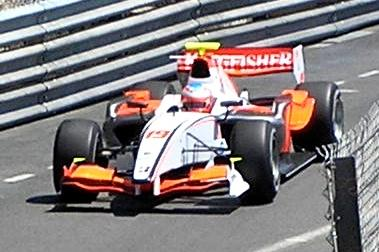
Carroll in der GP2-Serie 2008

Obwohl Carroll Brite ist, startete er im Winter 2007/08 für das irische Team in der A1GP. Er ersetzte nach einem Rennwochenende Ralph Firman und gewann ein Rennen. Das irische Team belegte am Ende der Saison den sechsten Platz in der Meisterschaft. Im Sommer 2008 kehrte er für zwei Rennwochenenden in die GP2-Serie zurück. Sein ehemaliges Team, FMS International, benötigte kurzfristig Ersatz für Adrián Vallés. Zum vierten Rennwochenende wurde er selbst durch Marko Asmer ersetzt. In der Gesamtwertung belegte Carroll den 25. Platz. Im Winter 2008/09 startete er erneut in die A1GP-Serie und trat wieder für die irische Mannschaft an. Carroll gewann fünf Rennen und sicherte seinem Team als einziger Pilot den Meistertitel. Die A1GP stellte ihren Rennbetrieb nach der Saison ein. In der folgenden Sommersaison war Carroll ohne Cockpit.
2010 debütierte Carroll in der nordamerikanischen IndyCar Series und trat für Andretti Autosport zu zwei Rennen an. In der Gesamtwertung belegte er den 34. Platz. 2011 war Carroll zunächst erneut ohne Cockpit. Zur Jahresmitte kehrte er allerdings mit guten Leistungen in den europäischen Motorsport zurück. Zunächst kehrte er zu P1 Motorsport zurück und nahm an einem Rennwochenende der Formel Renault 3.5 teil. Die Möglichkeit ergab sich, da der Stammpilot Walter Grubmüller verletzungsbedingt pausieren musste. Carroll kam auf Anhieb zurecht und erzielte einen vierten und einen dritten Platz. Wegen dieser Leistungen wurde Campos Racing auf ihn aufmerksam und verpflichtete ihn schließlich für die letzten vier von sieben Rennwochenenden der Auto GP. Er erzielte auf Anhieb die Pole-Position und einen zweiten Platz, der die bis dahin beste Platzierung seines Teams darstellte. Wenige Tage nach seinem ersten Auto-GP-Einsatz, erhielt er die Möglichkeit, zu Super Nova Racing in die GP2-Serie zurückzukehren. Wegen Terminüberschneidungen trat er daher zu einer Auto-GP-Veranstaltung nicht an. Mit einem Sieg beim Saisonfinale beendete er die Auto-GP-Saison auf der zehnten Position der Fahrerwertung. In der GP2-Serie absolvierte er die zweite Saisonhälfte. Mit zwei fünften Plätzen als beste Resultate schloss er die Saison auf dem 17. Gesamtrang ab. Damit setzte er sich teamintern gegen Fairuz Fauzy durch, der die komplette Saison bestritten hatte.
2012 war Carroll ohne permanentes Engagement. Er zog sich aus dem Formelsport zurück und wechselte in den GT-Sport. Für das Belgian Audi Club Team WRT nahm er an zwei Rennen der FIA-GT1-Weltmeisterschaft 2012 teil. Dabei wurde er zusammen mit seinem Teamkollegen Laurens Vanthoor einmal Zweiter. Ferner ging er bei einem Rennen der Blancpain Endurance Series für das Vita4One Racing Team an den Start. Für die Blancpain Endurance Series 2013 erhielt Carroll ein festes Cockpit bei Gulf Racing. Gemeinsam mit seinen Teamkollegen Rob Bell und Nico Verdonck beendete er die Saison auf dem 14. Platz in der Pro-Wertung.
2014 wechselte Carroll in die European Le Mans Series (ELMS) und blieb bei Gulf Racing. Er wurde Elfter in der GTE-Wertung. Außerdem fuhr er fünf Rennen in der britischen GT-Meisterschaft. 2015 trat Carroll erneut für Gulf Racing in der ELMS an. Mit seinen Teamkollegen Phil Keen und Mike Wainwright gewann er einmal die GTE-Wertung. In der Fahrer-GTE-Wertung erreichten Carroll und Wainwright den vierten Rang. Ferner startete er abermals zu einigen Rennen der britischen GT-Meisterschaft.
2016 debütierte Carroll in der FIA-Langstrecken-Weltmeisterschaft (WEC). Zusammen mit Ben Barker und Wainwright ging er für Gulf Racing an den Start. Im Rahmen der Weltmeisterschaft debütierte Carroll zudem beim 24-Stunden-Rennen von Le Mans. Carroll, Barker und Wainwright beendeten die Saison auf dem 18. Platz im GT-Weltcup. Außerdem nahm er erneut an Rennen der britischen GT-Meisterschaft teil und er fuhr einzelne Rennen in der International GT Open. Darüber hinaus kehrte Carroll zur Saison 2016/17 in den Formelsport zurück. Er erhielt in der FIA-Formel-E-Meisterschaft ein Cockpit bei Jaguar Racing, die neu in die Meisterschaft eingestiegen waren. Um sich voll auf die Formel E zu konzentrieren, entschied sich Carroll dagegen, sein Engagement in der FIA-Langstrecken-Weltmeisterschaft 2017 weiterzuführen. Nach dem dritten Rennen belegte er den 18. Gesamtrang.

## Statistik

### Karrierestationen
| - 1993–1998: Kartsport - 1999: Französische Formel Renault Campus - 1999: Formel Palmer Audi, Winter (Platz 4) - 2000: Britische Formel Ford (Platz 7) - 2000: Britische Formel Ford, Winterserie (Meister) - 2001: Britische Formel Ford (Platz 10) - 2002: Britische Formel 3, B (Meister) - 2003: Britische Formel 3 (Platz 10) - 2003: Formel-3-Euroserie (Platz 17) - 2004: Britische Formel 3 (Platz 2) - 2005: GP2-Serie (Platz 5) - 2005: Formel 1 (Testfahrer) | - 2006: GP2-Serie (Platz 8) - 2006: Formel 1 (Testfahrer) - 2007: GP2-Serie (Platz 7) - 2007: DTM - 2008: A1GP - 2008: GP2-Serie (Platz 25) - 2009: A1GP - 2010: IndyCar Series (Platz 34) - 2011: Auto GP (Platz 10) - 2011: GP2-Serie (Platz 17) - 2011: Formel Renault 3.5 (Platz 17) - 2012: FIA-GT1-WM (Platz 20) | - 2012: Blancpain Endurance Series, Pro (Platz 21) - 2013: Blancpain Endurance Series, Pro (Platz 14) - 2014: ELMS, GTE (Platz 11) - 2014: Britische GT, GT3 (Platz 15) - 2015: ELMS, GTE (Platz 4) - 2015: Britische GT, GT3 (Platz 12) - 2016: WEC, GT (Platz 18) - 2016: Britische GT, GT3 (Platz 8) - 2016: International GT Open, Pro-Am (Platz 18) - 2017: Formel E (Platz 21) |

### Einzelergebnisse in der IndyCar Series
| Saison | Team               | 1   | 2   | 3   | 4   | 5   | 6    | 7   | 8   | 9      | 10  | 11  | 12     | 13  | 14  | 15  | 16  | 17  | Punkte | Rang |
| ------ | ------------------ | --- | --- | --- | --- | --- | ---- | --- | --- | ------ | --- | --- | ------ | --- | --- | --- | --- | --- | ------ | ---- |
| 2010   | Andretti Autosport | SAO | STP | ALA | LBH | KAN | INDY | TXS | IOW | WGL 16 | TOR | EDM | MDO 19 | SNM | CHI | KTY | MOT | HMS | 26     | 34.  |

| Farbe      | Bedeutung                                          |
| ---------- | -------------------------------------------------- |
| Gold       | Sieger                                             |
| Silber     | 2. Platz                                           |
| Bronze     | 3. Platz                                           |
| Grün       | 4. und 5. Platz                                    |
| Hellblau   | 6. bis 10. Platz                                   |
| Dunkelblau | Rennen beendet (außerhalb der ersten zehn Piloten) |
| Violett    | Rennen nicht beendet                               |
| Rot        | nicht qualifiziert (DNQ)                           |
| Schwarz    | disqualifiziert (DSQ)                              |
| Weiß       | nicht am Start (DNS)                               |
| Weiß       | zurückgezogen (WD)                                 |
| Weiß       | Rennen abgesagt (C)                                |
| Blanko     | nicht teilgenommen                                 |
| Blanko     | nicht erschienen (DNA)                             |
| Blanko     | verletzt oder krank (INJ)                          |
| Blanko     | ausgeschlossen (EX)                                |

### Einzelergebnisse in der FIA-Formel-E-Meisterschaft
| Jahr    | Team                    | 1   | 2   | 3   | 4   | 5   | 6   | 7   | 8   | 9   | 10  | 11  | 12  | Punkte | Rang |
| ------- | ----------------------- | --- | --- | --- | --- | --- | --- | --- | --- | --- | --- | --- | --- | ------ | ---- |
| 2016/17 | Panasonic Jaguar Racing | HKG | MAR | BUE | MEX | MON | PAR | BER | BER | NYC | NYC | MTR | MTR | 5      | 21.  |
| 2016/17 | Panasonic Jaguar Racing | 12  | 14  | 17  | 8   | 14  | 15  | 14  | 16  | 10  | 11  | 16  | 14  | 5      | 21.  |

| Legende                      | Legende       | Legende                                                                 |
| Farbe                        | Abkürzung     | Bedeutung                                                               |
| ---------------------------- | ------------- | ----------------------------------------------------------------------- |
| Gold                         | —             | Sieger                                                                  |
| Silber                       | —             | 2. Platz                                                                |
| Bronze                       | —             | 3. Platz                                                                |
| Grün                         | —             | Platzierung in den Punkten                                              |
| Blau                         | —             | Klassifiziert außerhalb der Punkteränge                                 |
| Violett                      | DNF           | Rennen nicht beendet                                                    |
| Violett                      | NC            | nicht klassifiziert                                                     |
| Rot                          | DNQ           | nicht qualifiziert                                                      |
| Schwarz                      | DSQ           | disqualifiziert                                                         |
| Weiß                         | DNS           | nicht am Start                                                          |
| Weiß                         | WD            | zurückgezogen                                                           |
| Weiß                         | C             | Rennen abgesagt                                                         |
| Blanko                       |               | nicht teilgenommen                                                      |
| Blanko                       | DNP           | gemeldet, aber nicht teilgenommen                                       |
| Blanko                       | INJ           | verletzt oder krank                                                     |
| Blanko                       | EX            | ausgeschlossen                                                          |
| sonstige Formate und Zeichen | P/fett        | Pole-Position                                                           |
| sonstige Formate und Zeichen | kursiv        | Schnellste Rennrunde (ab 2017/18: Schnellste Rennrunde der ersten Zehn) |
| sonstige Formate und Zeichen | unterstrichen | Führender in der Gesamtwertung                                          |
| sonstige Formate und Zeichen | °             | FanBoost                                                                |
| sonstige Formate und Zeichen | *             | nicht im Ziel, aufgrund der zurückgelegten Distanz aber gewertet        |
| sonstige Formate und Zeichen | ( )           | Streichresultat                                                         |

### Le-Mans-Ergebnisse
| Jahr | Team        | Fahrzeug        | Teamkollege     | Teamkollege | Platzierung | Ausfallgrund |
| ---- | ----------- | --------------- | --------------- | ----------- | ----------- | ------------ |
| 2016 | Gulf Racing | Porsche 911 RSR | Mike Wainwright | Ben Barker  | Rang 33     |              |